# Hamburger Nationalklub
Der Hamburger Nationalclub war ein 1919 gegründeter nationalistischer Herrenklub, dessen Mitglieder überwiegend dem Kreis der Hanseaten entstammten.

## Der Klub
Im Klub versammelten sich vorwiegend Unternehmer, Kaufleute, Bankiers, Offiziere höherer Ränge, hohe Beamte, Juristen, Mediziner und Pastoren. Als Geschäftsführer amtierte 1924 Gustav Adolf von Wulffen. 1929 waren 503 Mitglieder verzeichnet. Frauen waren als Mitglieder nicht zugelassen. Der Jahresbeitrag lag in Höhe von 30 Reichsmark. Im Hotel Atlantic fanden regelmäßig Zusammenkünfte statt.
Die Mitglieder des Nationalklubs lehnten die Revolution von 1918 entschieden ab und bekämpften die Weimarer Republik. Die wichtigste Aufgabe sah der Klub in der „Erneuerung des nationalen Bewußtseins“. So heißt es in der Satzung des Klubs:

„Der Zweck des Vereins ist die Stärkung des nationalen Empfindens und die Vertiefung des Verständnisses für staatspolitische, insbesondere wirtschaftliche Aufgaben des Deutschen Reiches.“

Der Klub wurde mit zahlreichen anderen Nationalklubs personell und ideologisch verklammert, vor allem mit dem Berliner Nationalklub. In regelmäßigen Abständen lud der Klub führende Persönlichkeiten als Redner ein. Unter ihnen befanden sich beispielsweise Alfred von Tirpitz, Heinrich Claß, Erich Ludendorff, der Reichskanzler Hans Luther, Reichsaußenminister Gustav Stresemann, Hjalmar Schacht und Hans von Seeckt.
Themen waren zum Beispiel: „Völkische Abwehr und Aufbaupolitik“ (Wulle, 1922), „Deutsche Volksgemeinschaft“ (v. Gayl, 1924), „Wir und der Osten“ (Volck, 1922), „Was können wir tun, um die Lösung der österreichischen Frage vorzubereiten?“ (Ebert, 1922).

## Vorstandsmitglieder
Im April 1930 gab es 8 Vorstandsmitglieder, darunter waren:
- Karl Deters (Direktor der HAPAG)
- Ricardo Sloman
- John von Berenberg-Gossler
- Joachim von Neuhaus
- Max von Schinckel
- Hermann Willink

## Der Hamburger Nationalklub und die NSDAP
Nach der Neugründung der NSDAP 1925 erfreute diese sich in den Kreisen der Hanseaten wohlwollender Unterstützung. Am 28. Februar 1926 konnte Adolf Hitler vor dem Hamburger Nationalklub auftreten und wurde von Vorwerk begrüßt:

„Worte der Einführung sind  eigentlich unnötig  bei dem  Gast, den wir heute abend bei uns zu sehen die Ehre haben. ... Sein mannhaftes Eintreten für  seine Überzeugung hat ihm in den weitesten Kreisen Achtung, Verehrung  und Bewunderung  eingetragen. Wir  freuen uns sehr, daß er heute abend zu uns gekommen ist. Dieser Freude haben auch die  Klubmitglieder dadurch  Ausdruck gegeben, daß sie heute abend so zahlreich erschienen sind. ... Die heutige Veranstaltung ist so  stark besucht wie vielleicht noch keine Veranstaltung des Klubs.“

Hitler sprach erneut am 1. Dezember 1930 vor dem Klub. 1931 wurde Joseph Goebbels als Redner geladen.
Über die Rede Hitlers von 1926 ist eine Aufzeichnung erhalten geblieben. In dieser Rede empfahl sich Hitler dem exklusiven Hamburger Bürgertum als Retter vor dem Marxismus. Hitler führte aus:

„Wir haben 15 Millionen, die bewußt und gewollt antinational eingestellt sind, und solange diese 15 Millionen die den lebendigsten und tatkräfigsten Teil repräsentieren, nicht in den Schoß des gemeinsamen Nationalgefühls und Empfindens zurückgeführt werden, ist jede Rede von Wiederaufstieg und Wiedererhebung Geschwätz ohne jede Bedeutung. […] Aus dieser Erkenntnis heraus wurde einst die Bewegung gegründet, die ich mich bemühe, großzumachen und emporzubringen. Ihre Aufgabe ist sehr eng umschrieben: die Zertrümmerung und Vernichtung der marxistischen Weltanschauung.“

Der Historiker Werner Jochmann urteilt, dass finanzielle Mittel der NSDAP vom Klub aller Wahrscheinlichkeit nach nicht zugeflossen sind, wohl aber von einzelnen Mitgliedern. Aber der Gauleiter der NSDAP in Hamburg Albert Krebs berichtet in seinen Erinnerungen, dass die Hamburger Gauleitung „vorübergehend den Plan verfolgte, die 'Hamburger Nachrichten' mit Spenden des 'Nationalklubs' aufzukaufen“.
Max von Schinkel gehörte zwar als Monarchist und Anti-Demokrat zum rechten Spektrum der hamburgischen Elite, lehnte aber die Nationalsozialisten offen ab. Der Bruder des Vorstandsmitgliedes John von Berenberg-Goßlers, der Bankier Cornelius von Berenberg-Goßler, war zwar Mitglied der NSDAP, verurteilte 1933 jedoch die Judenverfolgung und den Kampf gegen Österreich und trat 1934 empört aus der Partei aus.
Nach einer Rede von Elard von Oldenburg-Januschau am 18. Januar 1935, in der er u. a. den ehemaligen Reichspräsidenten Paul von Hindenburg und den Umgang der NSDAP mit den Konservativen kritisierte, geriet der Nationalklub ins Visier der Gestapo. In der Folge trat der bisherige Vorstand zurück und aus dem Klub aus. Der Hamburger Nationalklub existierte bis 1945.